# 伊号第百六十九潜水艦
伊号第百六十九潜水艦（いごうだいひゃくろくじゅうくせんすいかん）は、日本海軍の潜水艦。伊百六十八型潜水艦（海大VI型a）の2番艦。竣工時の艦名は伊号第六十九潜水艦（いごうだいろくじゅうくせんすいかん）。

## 艦歴
- 1931年（昭和6年）12月22日 - 三菱神戸造船所で起工。
- 1934年（昭和9年）2月15日 - 進水
- 1935年（昭和10年）9月28日 - 竣工。呉鎮守府籍となる。
  - 10月8日 - 伊168と共に第12潜水隊を編成[1][2]。
- 1938年（昭和13年）6月1日 - 艦型名を伊六十八型に改正[3]。
- 1939年（昭和14年）5月1日 - 予備艦となる[2]。
- 1941年（昭和16年）11月11日 - 第3潜水戦隊第12潜水隊に属し、佐伯を出航[1]。
  - 11月23日 - ハワイ作戦に参戦[1]。
- 1942年（昭和17年）1月21日 - ミッドウェー島を偵察[1]。
  - 2月9日 - ミッドウェー島を砲撃[1]。
  - 3月5日 - 呉入港。整備を実施[1][2]。
  - 4月15日 - 呉を出港。ウェーキ方面散開線につく[1]。
  - 5月20日 - 伊号第百六十九潜水艦に改名。
  - 5月24日 - ミッドウェー海戦に参加[1]。
  - 7月9日 - クェゼリンを出航しオーストラリア方面で活動[1]。
  - 7月21日 - 南緯23度18分 東経165度25分 / 南緯23.300度 東経165.417度のヌーメア南東75浬地点付近でオーストラリアからヌーメアへ航行中の蘭貨物船チネガラ（Tjinegara、9,227トン）を雷撃により撃沈[4]。
  - 8月17日 - トラックを出航。24日、呉入港[1]。
  - 9月2日 - 佐世保へ回航し、修理を実施[1]。
- 1943年（昭和18年）1月15日 - キスカ島輸送に従事のため呉を出港[1]。
  - 2月26日 - キスカに到着[1]。
  - 3月22日 - 幌筵島を出航し散開線につく[1]。
  - 4月9日 - 横須賀入港[1]。
  - 5月24日 - 横須賀を出航。キスカ輸送に従事[1]。
  - 6月9日 - キスカに到着[1]。
  - 8月10日 - 呉入港[1]。
  - 9月25日 - 呉を出港[1]。
  - 10月3日 - トラックに到着。14日、トラックを出航しオーストラリア方面で活動[1]。
- 1944年（昭和19年）1月31日 - ラバウル着。ブカ、ブイン輸送に従事[1]。
  - 3月11日 - トラック着[1]。
  - 4月4日 - トラック夏島の北方で事故により沈没（後述）。

撃沈総数1隻、撃沈トン数9,227トン。

## 沈没事故とその後
1944年4月4日、トラック夏島の北方で停泊していた伊169はアメリカ軍の空襲を受けた。これを避けるため潜航したところ、後部荒天通風筒の弁が開放された状態であったため浸水し沈没した。篠原艦長以下21名は上陸中で難を逃れたが、乗員103名が殉職した。空襲や機材不足などから救出作業は成功しなかった。後に、艦内にある軍事機密の処分や遺体の収容のために艦首や艦橋が爆破された。
沈没時に、信号長は軍艦旗を体にたすき掛けにして収容され、みなが感涙した。軍艦旗は、陸軍の軍旗と同じく命にかえても守り通さなければならない規則と伝統があったため。沈没時には相当数の将兵が生存していた。地上とモールス信号にてやり取りが行われた  潜水艦からはハンマーで内壁をたたき交信をし、最後まで再起奉公しようと浮上しようと努力したが最後には音が絶えた。
昭和48年9月、日本政府による遺骨収集が実施された。遺骨は千鳥ヶ淵墓苑に納骨された。現在、デュブロン島(夏島)北西、水深42mの海底に、若干左舷を下にして傾斜した状態で沈んでいる。艦首周辺と艦橋は上記の爆破により跡形もないが、その他の部分は比較的原型を留めている。

## 歴代艦長
※『艦長たちの軍艦史』433-434頁及び『官報』による。

### 艤装員長
- 宮崎武治 少佐：1935年1月15日[5] -

### 艦長
- 宮崎武治 少佐：1935年9月28日 - 1936年12月1日
- 堀之内美義 少佐：1936年12月1日 - 1937年12月1日
- 七字恒雄 少佐：1937年12月1日 - 1939年2月20日[6]
- 井浦祥二郎 少佐：1939年2月20日 - 1939年4月24日[7]
- 大谷清教 少佐：1939年4月24日 - 1939年5月1日[8]
- （兼）河野昌道 少佐：1939年5月1日[8] - 1939年6月1日[9]
- （兼）伊豆寿市 少佐：1939年6月1日[9] - 1939年8月24日[10]
- （兼）稲葉通宗 少佐：1939年8月24日[10] - 1939年9月1日[11]
- 稲田洋 少佐：1939年9月1日 - 1941年7月31日[12]
- 渡辺勝次 少佐：1941年7月31日 -
- 当山全信 少佐：1943年4月5日 -
- 篠原茂夫 大尉：1944年2月15日 -